# Кокус побуне
„Кокус побуне” (енгл. "Sedition Caucus"), „Кокус издаје” (енгл. "Treason Caucus") или „Побуњенички кокус” (енгл. "Seditious Caucus") је, у америчкој политици, погрдан израз за републиканске чланове 117. Конгреса Сједињених Америчких Држава који су гласали против сертификације победе Џоа Бајдена на председничким изборима 2020.
Гласања, које су покренули представници који су се противили изборним резултатима из Аризоне и Пенсилваније, догодила су се неколико сати након што су побуњеници који подржавају актуелног председника Доналда Трампа упали у зграду Капитола да поремете гласање. Термин, који се односи на конгресни кокус, не односи се на формалну групу. Он уместо тога имплицира да су чланови Конгреса који су гласали против сертификације резултата извршили побуну или да су криви за побуну, и да су имали директну или индиректну улогу у јуришу на Капитол. Настао је у медијима, а користили су га политички противници републиканаца и политички научници.
Иако је термин првобитно коришћен за чланове Конгреса који су гласали против сертификације резултата председничких избора 2020. године, његова употреба је од тада постала нешто шира: на пример, коришћен је за сенаторе који су гласали „није крив” у другом суђењу за опозив Доналда Трампа.